# Melchior de Marion-Brésillac
Melchior Marie Joseph de Marion-Brésillac, né le 2 décembre 1813 à Castelnaudary, non loin de Carcassonne, et mort le 25 juin 1859 à Freetown, en Sierra Leone, est un missionnaire chrétien, premier évêque de Coimbatore, en Inde, puis le fondateur de la Société des missions africaines.

## Biographie

### Dans le diocèse de Carcassonne: 1838-1841
Son père, qui travaille comme surintendant-ingénieur du canal du Midi, va assurer lui-même l’instruction de ses fils Melchior et Jules, car il constate l’état déplorable de l’instruction publique au lendemain des campagnes napoléoniennes, et parce qu’il tient à leur transmettre des valeurs familiales, sociales et religieuses auxquelles il attache beaucoup de prix.
En 1832, Melchior fait ses études de philosophie et de théologie au séminaire de Carcassonne. Il est ordonné prêtre le 22 décembre 1838. Il est affecté comme vicaire à Castelnaudary. Il se sent appelé à devenir missionnaire. Il s’en ouvre à plusieurs reprises à son évêque… qui ne le laissera quitter le diocèse qu’en 1841.

### Prêtre en Inde: 1842-1846
Melchior se présente aux Missions étrangères, à Paris, le 9 juin 1841. Il s’y familiarise avec l’esprit de la congrégation. Ses supérieurs le nomment en Inde. Il embarque à Paimbœuf, l’avant-port de Nantes, le 12 avril 1842 et débarque à Pondichéry le 24 juillet. Son évêque, Clément Bonnand, le garde à Pondichéry, pendant quelques mois, pour l'initier à sa nouvelle patrie. Ses premiers mois sont consacrés à l’étude de la langue tamil et des usages locaux. En janvier 1843, il se rend à la mission de Salem où il est affecté. En janvier 1844, il est à nouveau à Pondichéry, où il participe, avec 23 autres prêtres, au synode de Pondichéry pour évaluer les besoins du vicariat de Pondichéry, et prendre des décisions. Il plaide avec conviction en faveur du « clergé indigène » qu’il faut former et mettre en place. Son évêque le prend au mot et lui confie la direction du séminaire-collège, qui existait déjà mais était alors peu actif.

### Évêque en Inde: 1846-1853
À cette époque, la Congrégation de la Propaganda Fide, à Rome (l’autorité de tutelle sur les missions du monde entier), accueille la demande de diviser le très vaste vicariat apostolique de Pondichéry, en y créant deux pro-vicariats. Le 6 mai 1845, le pape Grégoire XVI nomme Brésillac évêque de Pruse (de) in partibus infidelium, en Bithynie, et pro-vicaire du Coimbatour. Le 4 octobre 1846, le nouvel élu reçoit l’ordination épiscopale par Clément Bonnand avec comme co-consécrateurs Louis de Sainte Thérèse Martini (de) et Étienne-Louis Charbonnaux (en).
En visitant les missions de son pro-vicariat, il découvre que ses missionnaires sont inégalement convaincus de la nécessité de préparer un clergé indigène. De plus, ceux-ci donnent des réponses parfois opposées concernant l’opportunité d’accueillir dans l’Église certaines coutumes indiennes, selon qu’ils les jugent plus ou moins liées à la religion traditionnelle hindoue. Lui-même est divisé entre son désir d’apporter des solutions libératrices et novatrices, et la crainte d’enfreindre des interdictions promulguées par Rome à la suite d'une inspection faite en Inde en 1703 par De Tournon. Il souffre de ne pas trouver de solutions qui s’imposent à tous, et de ne pas être suivi dans certaines de ses décisions.

### Vers la démission
À plusieurs reprises, il fait connaître ses doutes à la Congrégation de la Propaganda Fide. Le 12 juin 1851, à la demande de la Propaganda Fide, il signe un long document sur les rites malabares et sur les difficultés qu’il éprouve à les autoriser, parce qu’il les juge condamnés par la bulle Omnium sollicitudinum de Benoît XIV, du 12 septembre 1744. À Rome, on connaît bien ces problèmes, qu’on appelle la question des rites chinois et malabares : ces rites ont déjà fait l’objet de plusieurs décisions contradictoires dans les siècles passés.
Mais Marion-Brésillac doute que Rome soit au courant de ce qui se fait en Inde à son époque : il écrit qu’il lui est impossible de continuer de diriger le vicariat dans ces conditions. Il a parfaitement conscience que ses avancées et ses reculs dans ses décisions pastorales rendent la vie difficile à ses prêtres, et que sa démission s’impose. Il dévoilera plus tard à Charbonnaux les raisons de cette démission : « Tout en désirant autant et plus de tolérance que nous n’en avons eu pour les usages des Indiens, ma conscience répugne absolument à marcher dans la voie que j’ai tenue, tant que le Saint-Siège ne déclarera pas qu’il est parfaitement au fait de tout ce qui se pratique et que cette pratique est tolérable. Voilà la vraie cause de ma démission. »
Nous sommes en 1852. Les responsables de Paris et de Rome tentent de le dissuader de démissionner. En vain. Début 1853, il obtient la permission de se rendre à Rome, afin d’y exposer la situation et ses raisons de présenter sa démission. Il quitte Coimbatore le 12 novembre 1853 et atteint Rome le 19 avril 1854. À la demande de Alessandro Barnabò, qui est secrétaire de la Propaganda Fide, il rédige des rapports sur les problèmes et difficultés qui se posent en Inde du Sud. En août, il quitte Rome et se dirige vers Paris, puis Versailles, où un de ses amis, capucin, lui donne l’hospitalité. Sa démission ne sera acceptée que le 18 mars 1855.

### À la recherche d’une nouvelle activité missionnaire

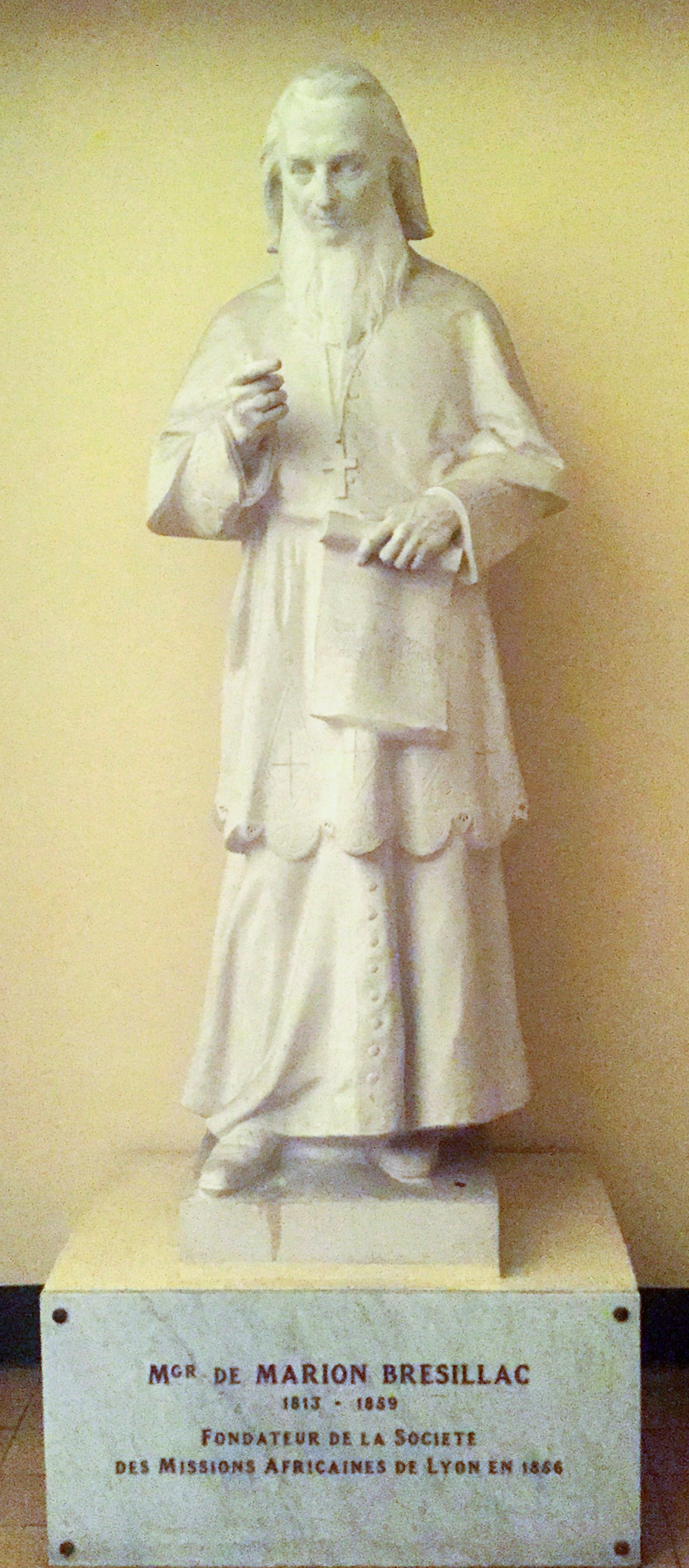
Statue de Melchior de Marion-Brésillac.

Il a alors 41 ans. Il ressent le désir et la force de reprendre une activité missionnaire, là où le Saint-Siège voudra l’envoyer. Se rendant à Rome en décembre 1855, il s’arrête à Marseille, où il rencontre M. Régis, spécialisé dans l’import-export, qui possède une factorerie (une maison de commerce) à Ouidah, au Dahomey. Il n’y a pas encore de missionnaires dans cette zone, lui affirme l’armateur, qui le presse d’aller s’y fixer.
Arrivé à Rome, Marion-Brésillac rédige un rapport dans lequel il présente les raisons pour lesquelles il demande qu’on lui confie ce territoire de mission. Barnabò va lui conseiller fortement de fonder une société qui puisse assurer une continuité à son activité missionnaire.

### Fondateur de laSociété des missions africaines(SMA): 1856-1859
Marion-Brésillac parcourt alors la France, prêchant dans les églises pour rassembler du personnel et recueillir de l'argent. Mais à Rome, on a bien conscience qu’au Dahomey des sacrifices humains se pratiquent chaque année. On juge imprudent d’y envoyer des missionnaires. De plus, des catholiques vivant à Freetown, en Sierra Leone, ont écrit à la Propaganda Fide pour demander des missionnaires. Rome décide donc d’y créer un vicariat apostolique et de le confier à Marion-Brésillac. Ce dernier surmonte sa déception et choisit d’obéir à cette décision.
Il rassemble à Lyon les candidats qui se présentent parmi lesquels Augustin Planque, prêtre du diocèse de Cambrai, alors âgé de 30 ans. Marion-Brésillac lui confie la direction de la maison de formation de la nouvelle société. Le 8 décembre 1856, six compagnons entourant Marion-Brésillac montent sur la colline de Fourvière, où ils expriment leur résolution de se vouer à l’œuvre entreprise par la Société des missions africaines (SMA) : tel est l’acte de naissance de cet Institut.
Marion-Brésillac continue de sillonner la France. Il est bientôt en mesure d’envoyer à Freetown une première équipe de deux prêtres et un frère laïc, qui y parvient le 13 janvier 1859. Lui-même, accompagné du père Riocreux et du frère Gratien, embarque à Lorient le 10 mars 1859 et débarque à Freetown le 14 mai. Une épidémie de fièvre jaune y fait rage. Entre le 2 juin et le 28 juin, tous les missionnaires (à l’exception d’un frère qu’on a pu renvoyer en France) meurent de l’épidémie.
Lui-même meurt le 25 juin.

### À Lyon, un successeur: le P. Augustin Planque
À Lyon, Augustin Planque apprend la nouvelle de la mort du fondateur et décide de continuer l’œuvre lancée par Marion-Brésillac. Il va diriger la SMA pendant près de cinquante ans.
Les restes de Marion-Brésillac reposent depuis 1928 à la chapelle de Lyon des Missions africaines. Lui-même est l'objet d’une cause de béatification et de canonisation depuis l'an 1990. Il est donc appelé serviteur de Dieu.
Le 27 mai 2020, le pape François autorise la publication par la Congrégation pour la cause des Saints d'un décret consacrant les "vertus héroïques" de Marion-Brésillac, ce qui permet de le considérer comme  vénérable et ouvre canoniquement la voie à sa béatification.